# Фаньяно-Кастелло
Фаньяно-Кастелло (італ. Fagnano Castello, сиц. Fagnanu) — муніципалітет в Італії, у регіоні Калабрія,  провінція Козенца.
Фаньяно-Кастелло розташоване на відстані близько 400 км на південний схід від Рима, 90 км на північний захід від Катандзаро, 35 км на північний захід від Козенци.
Населення — 3922 особи (2014).
Щорічний фестиваль відбувається 20 січня. Покровитель — San Sebastiano.

## Демографія
Населення за роками:

Станом на 1 січня 2023 року в муніципалітеті офіційно проживало 69 іноземців з 14 країн, серед них 37 громадян країн Євросоюзу.

## Сусідні муніципалітети
- Аккуаппеза
- Четраро
- Мальвіто
- Монграссано
- Сан-Марко-Арджентано
- Санта-Катерина-Альбанезе